# 水东江街道
水东江街道，是中华人民共和国湖南省衡陽市耒阳市下辖的一个乡镇级行政单位。

## 行政区划
水东江街道下辖以下地区：
桥头社区、鹿峰社区、水东江社区、鹿岐社区、新和社区、东鹿社区、白山坪社区、竹市社区、花桥村、双洲村、内洲村、大城村、毛田村、里王村、石梓村、东口村、新塘村、新联村、东湾村、金钩村、兴竹村、大塘角村和石下村。